# بكرة تفاضلية

أمثلة على البكرة التفاضلية

البكرة التفاضلية، تسمى أيضًا "بكرة وستون التفاضلية"،وأحيانًا المرفاع ذا السلسلة أو تسمى بالعامية "السلسلة الساقطة"، تستخدم لرفع الأشياء شديدة الثقل يدويًا مثل محركات السيارات. يتم تشغيلها عن طريق سحب القسم المترهل للسلسلة المتواصلة التي تلتف حول البكرات. يحدد الحجم النسبي للبكرتين المتصلتين أقصى وزن يمكن حمله عن طريق استخدام اليدين.

## نمط عملها
يمكن للبكرة التفاضلية أن ترفع كتل كبيرة جدًا لمسافة قصيرة. تتكون من بكرتين ثابتتين لهما نصف قطرين مختلفين يتصلان ببعضهما ويدوران مع بعضهما، وتتحمل بكرة فردية الحمل ، ويلتف حول البكرات حبلٌ طويل للغاية. ولتجنب الانزلاق، عادةً ما يتم استبدال الحبل بسلسلة، واستبدال البكرتين بـتروس.
يبذل قسما السلسلة اللذان يحملان البكرة الفردية عزم دوران مخالف غير متساوٍ على البكرات المتصلة، وبذلك يتم تعويض الفرق بين عزم تلك الدورانات يدويًا عن طريق سحب الجزء المفكوك من السلسلة.
يؤدي ذلك إلى الفائدة الآلية: التي احتاجتها القوة لرفع حملٍ لا يمثل إلا جزءًا من وزن الحمل. وفي نفس الوقت، فإن المسافة التي رفع فيها الحمل أقصر من طول السلسلة التي سُحِبَت عن طريق نفس العامل. يعتمد ذلك العامل (الفائدة الآلية MA) على فرق نسبي في نصف القطر r وR الخاص بالبكرات المتصلة:
{\displaystyle M\!A={\frac {2R}{R-r}}={\frac {2}{1-{\frac {r}{R}}}}}
يكون التأثير على القوى والمسافات (انظر الشكل) كميًا:
{\displaystyle F_{\mathrm {Z} }=F_{\mathrm {L} }/M\!A,\qquad h=s/M\!A.}
يمكن أن يكون الفرق في نصف القطر صغيرًا جدًا، عن طريق جعل الفائدة الآلية لنظام تلك البكرات كبيرًا جدًا.
في الحالة القصوى عندما يكون فرق نصف القطر صفرًا، تصبح الفائدة الآلية لا نهائية، لذا، لا يوجد حينئذٍ حاجة للقوة من أجل تحريك السلسلة، ولكن لن تتمكن حركة السلسلة من رفع الحمل أكثر من ذلك.
ويتم استخدام نفس المبدأ في آلة الرفع التفاضلية، حيث يتم استبدال البكرات المتصلة بالأوناش